# Berit Brogaard
Berit Oskar Brogaard (født 28. august 1970) er en dansk-amerikansk filosof, der har specialiseret sig i kognitiv neurovidenskab, bevidsthedsfilosofi og sprogfilosofi. Hendes arbejdte indbefatter bl.a. synæstesi, savant-syndrom og blindsyn. Hun er professor i filosofi på University of Miami i Coral Gables, Florida. She is also co-editor of the Philosophical Gourmet Report.
Hun har studeret på Københavns Universitet og University at Buffalo